# Hovås Billdal IF
Hovås Billdal IF är en svensk fotbollsklubb som verkar i Hovås och Billdal i Göteborgs kommun. Klubben bildades 2001 genom sammanläggning av anrika Hovås IF och Billdals BK. Klubben är främst känd för att dess damlag spelat i Elitettan, den näst högsta serien.

## Bakgrund
År 1943 bildades Hovås IF i Hovås. Klubben spelade två säsonger i division II för herrar. Säsongen 2000 hade klubben herrlag medan damlaget var nedlagt sedan ett par säsonger. Billdals BK bildades i Billdal 1970 och hade 2000 såväl dam- som herrlag. Bägge föreningarna spelade dock på Hovåsvallen. Efter sammanslagningen har ett nytt Billdals BK uppstått.

## Damlag
Damerna vann division IV premiärsäsongen 2002, division III 2005 och division II 2010. Laget tillbringade sedan sju säsonger i näst högsta serien (Söderettan/Elitettan) 2011-2017. Laget slutade på 14:e och sista plats säsongen 2017 och degraderades därmed. Laget drog sig sedan ur division I 2018 men återstartades i division II säsongen 2019. Laget slutade säsongen 2022 på elfte plats, 48 poäng bakom seriesuveränen ÖIS.

## Herrlag
Herrlaget har som högst spelat i division IV, 2007 samt 2009-2014. Säsongen 2022 vann man sin division VI-serie.
Säsongen 2023 vann HBIF division V-serien. 
 Säsongen 2024 vann HBIF division IV serien.